# Dom Cavati
Dom Cavati là một đô thị thuộc bang Minas Gerais, Brasil. Đô thị này có diện tích 69,088 km², dân số năm 2007 là 10000 người, mật độ 81 người/km².